# Nabagram Colony
Nabagram Colony é uma vila no distrito de Hugli, no estado indiano de Bengala Ocidental.

## Demografia
Segundo o censo de 2001, Nabagram Colony tinha uma população de 31 923 habitantes. Os indivíduos do sexo masculino constituem 52% da população e os do sexo feminino 48%. Nabagram Colony tem uma taxa de literacia de 85%, superior à média nacional de 59,5%: a literacia no sexo masculino é de 88% e no sexo feminino é de 81%. Em Nabagram Colony, 9% da população está abaixo dos 6 anos de idade.